# Mestranol/noretisterona
Mestranol/noretisterona (nombres de marca Norethin, Noriday, Norinyl, Norquen o Ortho-Novum, entre otros) es una combinación delestrógeno etinilestradiol y la progestina noretisterona (noretindrona) que se introdujo en 1963 y fue el segundo anticonceptivo combinado que se comercializó, seguido por mestranol/noretynodrel en 1960.  Aunque la mayoría de las formulaciones de anticonceptivos orales que contienen mestranol se han suspendido, la combinación permanece disponible hoy en día en los Estados Unidos en una única formulación con el nombre comercial Norinyl 1+50 28-Day.  En gran parte ha sido reemplazado por etinilestradiol/noretisterona, que se ha comercializado bajo muchas de las mismas marcas.